# Großes Palfelhorn
Le Großes Palfelhorn est une montagne culminant à 2 222 mètres d'altitude dans le massif des Alpes de Berchtesgaden.

## Géographie

### Situation
Le Großes Palfelhorn, comme le Kleines Palfelhorn (2 073 m), se situe au bout de la Wimbachtal et au-dessus de la vallée du Weißbach. La frontière entre l'Allemagne et l'Autriche passe au sommet.
Le Hochkalter s'élève au nord, le Watzmann au nord-est, le Grosser Hundstod au sud-est et le Hocheisspitze au nord-ouest.
Le Wimbachscharte (2 004 m), au sud-est du Kühleitenschneid à 2 020 mètres) suit directement au nord-ouest dans la crête. En conséquence, les Palfelhörner et le Seehorn exposé au sud (2 321 m) sur le Dießbach-Stausee (non loin du Hochwiessattel, environ 2 040 m) forment un petit sous-groupe. Du côté bavarois, il est inclus dans le chaînon sud du Wimbach, du côté autrichien généralement dans le Steinernes Meer.

## Ascension
Le Großes Palfelhorn est accessible depuis le Wimbachscharte ou depuis le Hochwiessattel (à travers le Seehorn, depuis la vallée du Dießbach ou depuis le refuge d'Ingolstadt). Le sentier peu marqué mène principalement à droite de la crête à la croix sommitale.